# Визовая политика России

Российская транзитная виза со штампами въезда и выезда в шведском паспорте

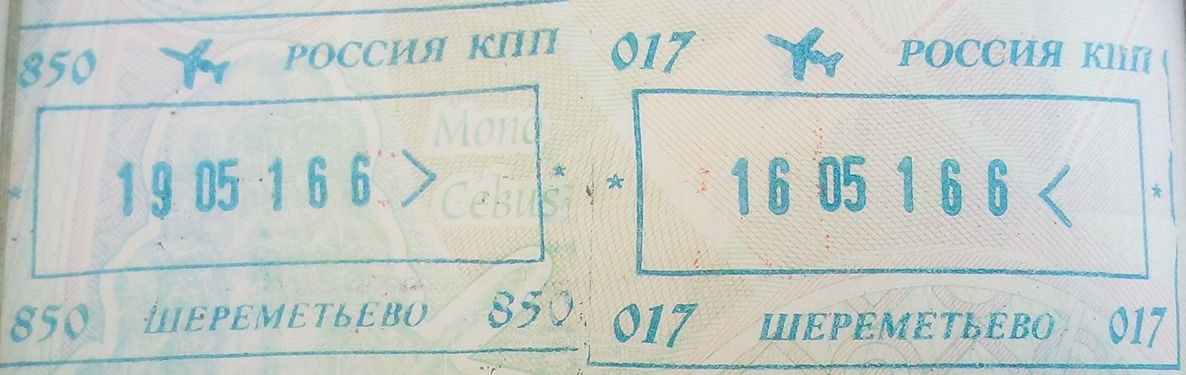
Въездной штамп Российской Федерации, выдан в аэропорту Шереметьево

Визовая политика России находится в управлении Министерства иностранных дел Российской Федерации, для въезда на территорию Российской Федерации гражданам большинства государств требуется заблаговременное получение визы в дипломатических представительствах и консульствах России. Но гражданам определённых стран виза для въезда в Россию не требуется.

## Контрольно-пропускные пункты
Иностранные граждане могут въезжать на территорию России через контрольно-пропускные пункты пропуска, открытые для международных пассажирских перевозок. По состоянию на 9 января 2019 года в России функционируют 313 пунктов через государственную границу России.

## Страны, имеющие безвизовый режим с Россией

### Для гражданских паспортов

Визовая политика России

Гражданам ряда стран не требуется виза для въезда в Российскую Федерацию, однако в большинстве случаев срок их пребывания на территории России ограничен. Для въезда в Россию на более длительный срок требуется оформление визы.
По сообщению МИД РФ, на октябрь 2015 года безвизовый въезд в Россию был установлен для граждан 106 государств, в том числе 37 — по обыкновенным паспортам; гражданам ещё 36 государств российская виза может быть выдана в упрощённом порядке. С начала 2016 года ведутся переговоры с 40 государствами об облегчении визовых формальностей, в том числе с 24 — об отмене виз.
В 2020 году, безвизовый въезд в Россию был установлен для граждан 60 государств. По состоянию на 1 октября 2021 года, безвизовый въезд в Россию был установлен для граждан 68 государств.
Электронные визы: С 8 августа 2017 года Министерство иностранных дел России запустило электронную визовую программу для граждан 18 стран мира. Граждане 18 стран могли подать заявку электронной визы на поездки в регионы Дальневосточного федерального округа. С 1 июля 2019 года, в соответствии с Постановлением Правительства Российской Федерации № 595/2019, граждане 53 стран могут подавать заявки электронной визы на получение однократных деловых, гуманитарных и туристических виз для посещения Калининградской области. С 8 июня 2019 года, граждане Тайваня были добавлены в Список для Дальнего Востока. С 1 октября 2019 года, бесплатные электронные визы стали действительны для Санкт-Петербурга и Ленинградской области. 24 января 2020 года был утверждён новый список дальневосточных электронных виз. Граждане Алжира, Марокко и Туниса не были включены в новый список. Таким образом, список стран стал единым для всех регионов, где применяется электронная виза.
С 1 января 2021 года в России должна была начаться выдача единых электронных виз. Из-за пандемии коронавируса запуск был отложен. Программа была запущена 1 августа 2023 года. Все единые электронные визы выдаются с максимальным сроком действия 16 дней в течение 60 дней с выдачи. Электронная виза действительна для поездок по всей территории Российской Федерации. Въезд по электронной визе возможен только через выбранные контрольно-пропускные пункты. Электронная виза может быть только однократной. Получение электронной визы доступно для граждан 55 стран.
Безвизовый режим — Неограниченный период
- БеларусьП
- Южная ОсетияП[6][~ 1][18][19][20]

Безвизовый режим — 90 дней для некоммерческих целей (не более 90 дней за каждые 180)
- Республика Абхазия
- Азербайджан
- Андорра
- Антигуа и Барбуда
- Аргентина
- Армения
- Белиз
- Боливия
- Бразилия
- Вануату
- Венесуэла
- Гайана
- Гватемала
- Гондурас
- Гренада
- Доминика
- Израиль
- КазахстанП
- Катар
- КыргызстанП
- Коста-Рика
- Колумбия
- Куба
- Латвия (только для «неграждан»)
- Мальдивы
- Молдова
- Намибия
- Никарагуа
- ОАЭ
- Панама
- Парагвай
- Перу
- Сальвадор
- Сан-Марино
- Сент-Винсент и Гренадины
- Сент-Китс и Невис
- Суринам
- Таджикистан
- УкраинаП
- Узбекистан
- Уругвай
- Фиджи
- Чили
- Эквадор
- Эстония (только для «неграждан»)
- ЮАР
- Ямайка

Безвизовый режим — 60 дней для некоммерческих целей (не более 60 дней за каждые 120)
- Доминиканская Республика
- Кабо-Верде
- Маврикий
- Самоа
- Республика Корея

Безвизовый режим — 30 дней для некоммерческих целей (не более 30 дней за каждые 60)
- Босния и Герцеговина
- Ботсвана
- Лаос
- Макао
- Монголия
- Палау
- Северная Македония1
- Сейшельские Острова
- Сербия
- Таиланд
- Черногория

- Оман

Безвизовый режим — 14 дней для некоммерческих целей
- Бруней
- Гонконг
- Науру

Электронная виза (16 дней в течение 60 дней с выдачи)
- Бахрейн
- Ватикан
- Европейский союз
- Индия
- Индонезия
- Иран
- Исландия
- Китай (включая Тайвань)
- КНДР
- Кувейт
- Лихтенштейн
- Северная Македония
- Малайзия
- Мексика
- Монако
- Норвегия
- Оман
- Сан-Марино
- Саудовская Аравия
- Сербия
- Сингапур
- Швейцария
- Турция
- Филиппины
- Япония

П — Разрешён въезд по внутренним паспортам тех государств
1 — Для туристов требуются документы, подтверждающие цель визита

### Для дипломатических и служебных паспортов

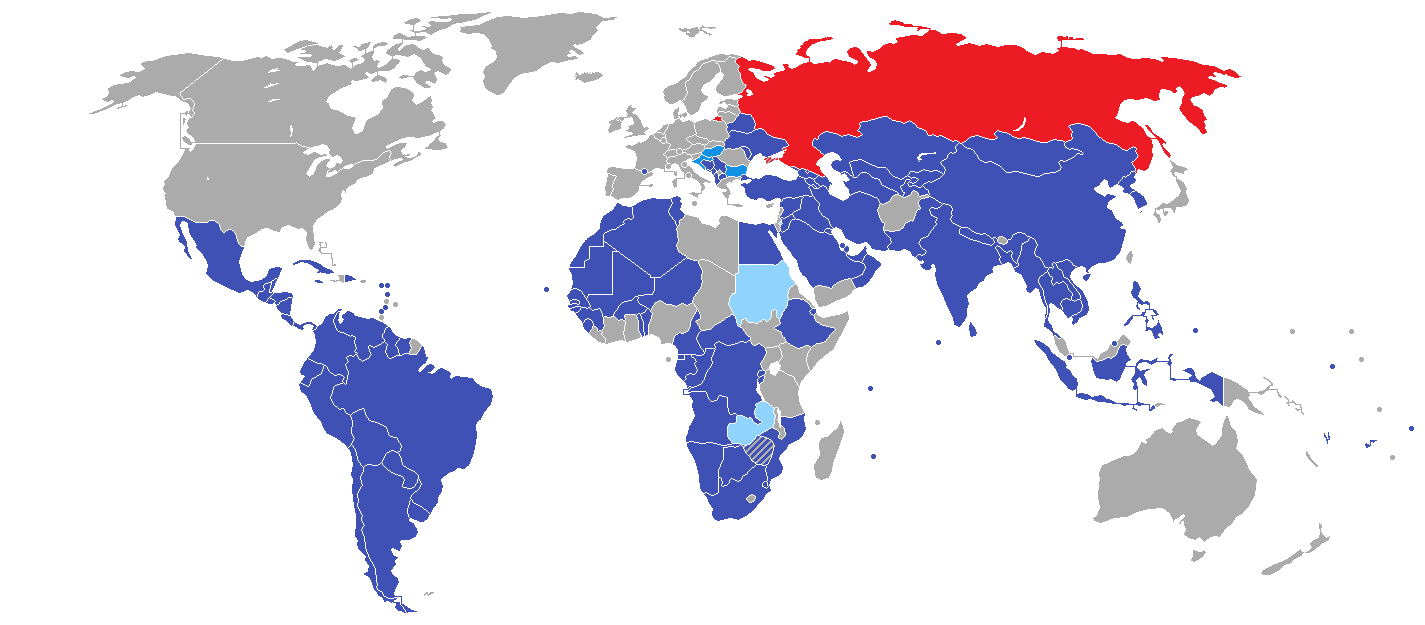

Согласно взаимным соглашениям, владельцам дипломатических или служебных паспортов, выданных следующими странами или территориями, разрешается въезжать и оставаться в России без визы:
- Республика АбхазияД С
- АзербайджанД С
- АлбанияД С
- Алжир3 Д С
- АнголаД С
- Антигуа и Барбуда3 Д O
- Аргентина2 Д С O
- АрменияД
- Бангладеш6 Д O
- Бахрейн3 Д С
- Беларусь1 Д С
- БенинД С
- Боливия2 Д С O
- Босния и ГерцеговинаД С
- БотсванаД С
- БразилияД С
- Бруней7 Д O
- Буркина-ФасоД С
- Бурунди3 Д С
- ВануатуД С
- Ватикан3 Д*
- ВенесуэлаД С
- ВьетнамД С
- ГабонД С
- ГайанаД С
- ГамбияД С
- Гватемала2 Д O С
- ГвинеяД С
- ГондурасД O
- Гренада3 Д O
- Доминика3 Д С
- Доминиканская РеспубликаД С
- Европейский союз3 Д* (кроме Ирландии)
- ЕгипетД С
- Замбия3 Д
- ЗимбабвеД С
- ИндияД С O
- Индонезия7 Д С
- Иордания3 Д С
- Иран6 Д С
- Исландия3 Д*
- Кабо-ВердеД С
- КазахстанД С
- КамбоджаД С
- Катар3 Д С
- Китай6 Д С
- КыргызстанД С
- КНДРД С
- Коста-Рика2 Д С
- КолумбияД O
- Республика КонгоД С O
- Республика КореяД С O
- Куба3 Д С
- Кувейт3 Д С
- Лаос6 Д С
- Лихтенштейн3 Д*
- Маврикий5 Д
- Северная МакедонияД С
- МалиД С
- МальдивыД С
- МароккоД С
- МексикаД С O
- Мозамбик6 Д С
- МолдоваД С
- Монако3 Д*
- Монголия6 Д С
- МьянмаД С O
- Науру7 Д O
- НепалД С
- НикарагуаД С O
- Норвегия3 Д*
- ОАЭ3 Д С
- ОманД С
- ПакистанД С
- ПалауД С
- Палестина3 Д
- ПанамаД С O
- Парагвай2 Д С O
- ПеруД С
- СальвадорД O
- Самоа5 Д O
- СенегалД С
- Сент-Винсент и Гренадины3 Д O
- Сент-Китс и Невис3 Д O
- СингапурД С O
- СирияД С
- Сейшельские Острова6 Д O
- СербияД С
- Суринам3 Д С
- ТаджикистанД С
- ТаиландД С
- Тунис3 Д С
- Туркменистан6 Д С
- ТурцияД С
- УзбекистанД
- УкраинаД С
- Уругвай2 Д O
- ФиджиД С
- ФилиппиныД С O
- ЧерногорияД С
- Чили2 Д С
- Швейцария3 Д*
- Шри-Ланка6 Д С O
- Эквадор4 Д С O
- Экваториальная Гвинея3 Д С O
- ЭфиопияД С
- ЮАРД С O
- Южная Осетия1 Д С
- ЯмайкаД С

* — Только для дипломатических паспортов (Для дипломатических и служебных паспортов из Болгарии, Хорватии, Кипра, Венгрии, Румынии и Словакии)
Д — Для дипломатических паспортов
С — Для служебных и/или других специальных паспортов
1 — Неограниченный период
2 — 3 месяца
3 — 90 дней (не более 90 дней за каждые 180)
4 — 90 дней (не более 90 дней за каждые 365)
5 — 60 дней
6 — 30 дней
7 — 14 дня

### Для владельцев карты АТЭС
Владельцы паспортов, выданных следующими странами и территориями, которые ещё имеют карту АТЭС, содержащую код «RUS» на обратной стороне, и что карта АТЭС действительна для въезда в Россию, могут въезжать без визы для деловых поездок на срок до 90 дней в течение любого 180-дневного периода.
- Австралия
- Бруней
- Вьетнам
- Гонконг
- Индонезия
- Китай
- Республика Корея
- Малайзия
- Мексика
- Новая Зеландия
- Папуа — Новая Гвинея
- Перу
- Сингапур
- Таиланд
- Тайвань
- Филиппины
- Чили
- Япония

## Общие сведения

### Описание российской визы

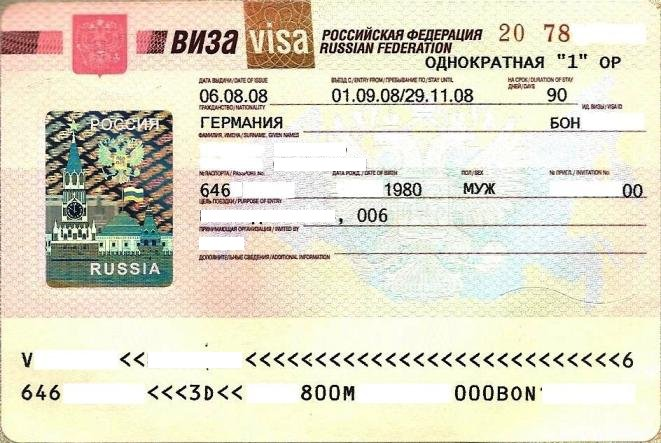
Российская виза в германском загранпаспорте

Российская виза представляет собой машиночитаемую наклейку, предназначенную для вклеивания в паспорт. Имя владельца визы транскрибируется кириллицей. Заголовки полей даны на русском и английском языках, однако заполняются поля только по-русски. Машиночитаемая полоса содержит написание имени в транслитерации кириллицы на латиницу, которое может отличаться от написания имени в соответствующем поле визы (пример: Christoph → Кристоф → Kristof).

### Типы российских виз
Различают следующие виды российских виз, которые выдаются иностранцам для въезда в Россию:
- обыкновенная;
- дипломатическая;
- служебная;
- виза временно проживающего лица;
- транзитная.

#### Обыкновенная виза
Обыкновенная виза по виду делится на следующие категории в зависимости от цели въезда:
- туристическая;
- бизнес (или деловая);
- коммерческая;
- рабочая;
- студенческая;
- усыновление;

Срок, на который иностранному гражданину выдают визу, зависит от цели поездки. Например, туристическая виза выдаётся на срок до 30 дней с указанием цели поездки «туризм, осмотр достопримечательностей». Граждане США могут получить туристическую визу со сроком действия в 3 года. Виза выдаётся по туристическому приглашению, которое оформляет туристическая фирма, принимающая иностранного гражданина. Туристическая виза может быть однократной или двукратной. Срок оформления туристической визы занимает 1-2 недели. Продление туристической визы возможно только в случае неотложного лечения и форсмажорных обстоятельств. Также существует особый вид туристической визы — целевой туризм. Такая виза предназначена для коротких деловых поездок, участия в выставках, аукционах, переговорах и решения иных коммерческих вопросов, а также для медицинского обследования и консультаций. Срок действия визы — до 7 дней.
Бизнес-визу в Россию выдают для деловых связей, и её срок действия может составлять 5 лет. При этом действует правило «90-180»: это ограничение, согласно которому гражданину разрешается находиться в России не более 90 дней из каждых 180 дней. Это ограничение действует для всех виз, за исключением рабочих. Данный документ позволяет пребывать на территории России с возможностью неограниченного количества числа пересечения границы. Бизнес-виза может быть одно-, дву- и многократной. Продление бизнес-визы возможно также только в случаях неотложного лечения или форсмажорных обстоятельств.
Частные визы используются для приглашения гражданином России своих родственников или друзей, имеющих иностранное гражданство. Максимальный срок действия гостевой визы составляет 90 дней. Оформить приглашение на получение визы для иностранного гражданина может только такое лицо, которое достигло возраста 18 лет и имеет постоянную регистрацию в РФ. Частная виза для иностранцев может быть однократной или двукратной.
Однократная рабочая виза — документ, который оформляется в российском консульстве и даёт возможность получить разрешение на работу минимум на 90 дней и максимум на 1 год. Гражданам СНГ не требуются виза для въезда в Россию, а разрешение на работу оформляется в упрощённом режиме. Данное предложение было инициировано Президентом Союза грузин в России Михаилом Хубутия на заседании Совета по межнациональным отношениям под председательством Президента В. В. Путина в 2013 году. Соответствующие поправки были внесены в Федеральный Закон, изменения вступили в силу с 1 января 2014 года.

### Kaliningrad 72 Hour Express Visa
В аэропорту и на некоторых пограничных переходах российские визы оформляются в соответствии с правительственным постановлением с февраля 2002 года. На февраль 2011 года визу на границе (так называемую Kaliningrad 72 Hour Express Visa) выдают лишь в Калининградской области, в аэропорту Храброво или на польской границе в пунктах пропуска Багратионовск и Мамоново.
В российский пункт пропуска иностранцу следует прибыть 09:00-22:00, в рабочий день. На польско-российской границе очереди из автомобилей могут превышать 24 и более часа, а пешеходный переход запрещён. По прибытии нужно иметь одну цветную фотографию 3х4 см. Виза оплачивается по прибытии и обойдётся в 70 EUR в Багратионовске или Мамоново и 90 EUR в аэропорту Храброво, причём эта разница в 20 EUR обусловлена тем, что они уйдут на проезд российского должностного лица из калининградского офиса в аэропорт.

### Страны «Шенгена»
Одной из долгосрочных целей российской визовой политики провозглашено введение двухстороннего безвизового режима со странами Шенгенской зоны, однако Россия неоднократно подчёркивала, что это возможно лишь на условиях взаимности. Сегодня граждане стран, входящих в Шенгенскую зону, равно как и граждане других стран, прибывающих морским путём в ряд международных морских портов России, имеют право находиться на её территории без визы в течение 72 часов, в случае их проживания на борту данного судна, либо в ином месте, определённом туристической программой группы. Однако перемещение таких граждан ограничено территорией, определённой в указанной программе.
25 октября 2013 года Государственная Дума приняла в первом чтении закон, разрешающий иностранцам безвизовое посещение России на 72 часа при условии полёта транзитными рейсами через территорию России. Список аэропортов будет определяться Правительством РФ.

### Упрощение визового режима для поддержки туротрасли
В начале марта 2016 года стало известно о письме восьми работающих в сфере въездного туризма российских компаний на имя главы МИД Сергея Лаврова с просьбой либерализовать правила въезда в страну иностранцев — в частности, ввести электронные визы и предоставить европейцам возможность безвизового транзита. Такие меры могли бы увеличить число зарубежных посетителей из отдельных стран на 30-40 %. По данным туристических компаний, количество «отказников», столкнувшихся со сложным оформлением въездных виз в Россию, достигает 90 % от первоначально желавших посетить страну людей.
Глава Федерального агентства по туризму Олег Сафонов, в свою очередь, предложил снизить до $20–30 стоимость въездных виз и призвал перейти на цифровое обслуживание при их выдаче.
В ответ на письмо в МИД заявили о продолжающихся переговорах с 40 странами по облегчению визового режима и с 24 странами о полной отмене виз, однако по данным РБК, в список не входят страны Северной Америки и Европы, но возможно там присутствуют Индия и Китай.
В конце апреля 2016 году в Госдуму был внесён законопроект № 1057812-6, предусматривающий возможность выдачи электронной туристической визы на срок до одного месяца (либо до шести месяцев по принципу взаимности).
В феврале 2019 года глава МИД РФ Сергей Лавров заявил, что проект по выдаче электронных виз пока действует только на Дальнем Востоке и в Калининградской области. Систему планируют распространить на всю страну. Министерство экономического развития России прогнозирует рост до 30 % числа посещающих РФ иностранных туристов после введения электронных виз. Об этом заявил замглавы ведомства Сергей Галкин.
2 ноября 2022 года президент России Владимир Путин поручил правительству сформировать предложения по установке «безвизового режима для иностранцев без принципа взаимности» для поездок в страну в туристических, деловых, образовательных целях, а также для участия в спортивных и культурных мероприятиях. Данный процесс будет проводиться совместно с МИД, МВД и ФСБ РФ.

## Заметки
1. ↑  (после ратификации и вступления в силу Договора о союзничестве и интеграции) Договор вступает в силу после ратификации (ст. 14); сведений о ратификации договора пока нет. Согласно подписанному договору (ст. 3), пересечение российско-югоосетинской границы «свободное с учётом ограничений, устанавливаемых по соображениям безопасности». Эти ограничения должны быть конкретизированы в течение 6 месяцев после вступления договора в силу.